# 투명인간 (소설)
투명인간 ( The Invisible Man ) 은 영국의 작가인 H. G. 웰스가 1897년에 쓴 SF (장르)의 소설이다.  이 소설은 그리핀이란 과학자가 광학 연구를 하다가 인간의 몸이 빛을 흡수하지도 반사하지도 못하는 굴절 지수를 변화시키는 방법을 발명한데서 기인한다.  그는 그 기술을 자신의 몸에 시도하여 투명 인간이 되지만, 본래의 모습으로 돌아오지 못한다.